# Аума
Аума (нем. Auma) — город в Германии, в земле Тюрингия.
Входит в состав района Грайц. Подчиняется управлению Аума-Вайдаталь. Население составляет 3173 человека (на 31 декабря 2006 года). Занимает площадь 30,98 км².
Город подразделяется на 6 городских районов.